# Oreoptygonotus brachypterus
Oreoptygonotus brachypterus är en insektsart som beskrevs av Yin, X.-c. 1984. Oreoptygonotus brachypterus ingår i släktet Oreoptygonotus och familjen gräshoppor. Inga underarter finns listade i Catalogue of Life.